# Самопожертвование (статуя)
«Самопожертвование» (англ. Self Sacrifice) или статуя леди Годивы (англ. Lady Godiva statue) — конная статуя леди Годивы в Бродгейте, Ковентри. Статуя сделана из бронзы, а её постамент из портлендского камня.

## История
Первоначально статуя была заказана в 1936 году Уильямом Бассет-Грином, местным богатым бизнесменом, но скульптор сэр Уильям Рейд Дик смог создать масштабный макет скульптуры только в 1940 год. Рейд Дику пришлось работать над статуей во время Второй мировой войны, чтобы создать полномасштабную модель статуи. После войны статуя была отлита и помещена на постамент, прежде чем, наконец, была открыта Пегги З. Дуглас 22 октября 1949 года. Статуя была украшена флагами Великобритании и Соединённых Штатов Америки поскольку миссис Дуглас была женой американского посла Льюиса Уильямса Дугласа. Первоначально статуя была установлена лицом на юг, но в 1989 году её повернули на запад во время строительства торгового центра Cathedral Lanes. Тогда же над статуей возвели навес, который сняли в 2008 году.

## Описание
Статуя изображает леди Годиву, которая едет обнажённой по городу в знак протеста против гнетущего налога своего мужа. На постаменте написаны отрывки из поэмы Альфреда Теннисона «Годива», а также посвящение Уильяма Бассетта-Грина Леди Годиве и жителям Ковентри.

## Галерея

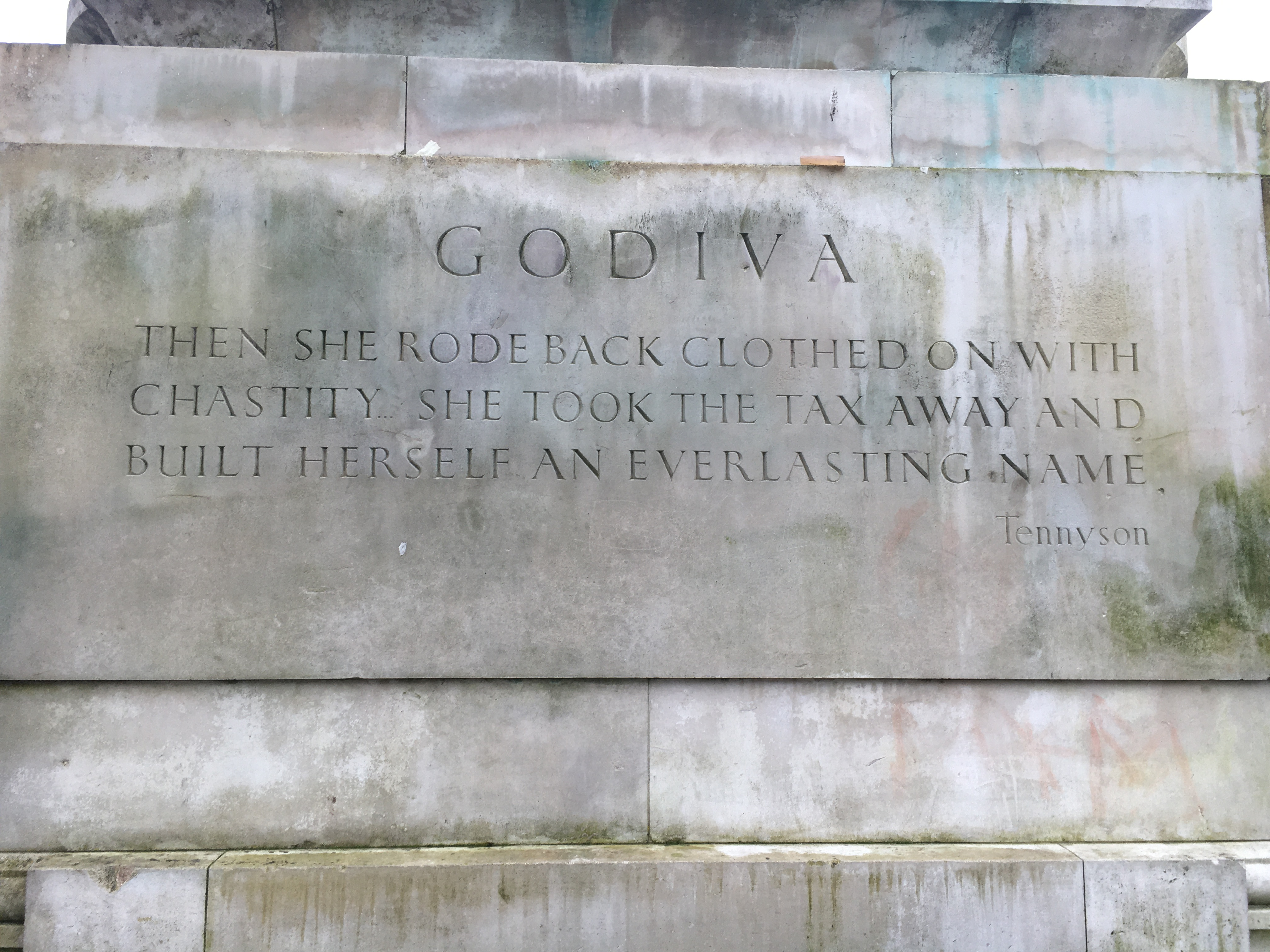
Северная сторона
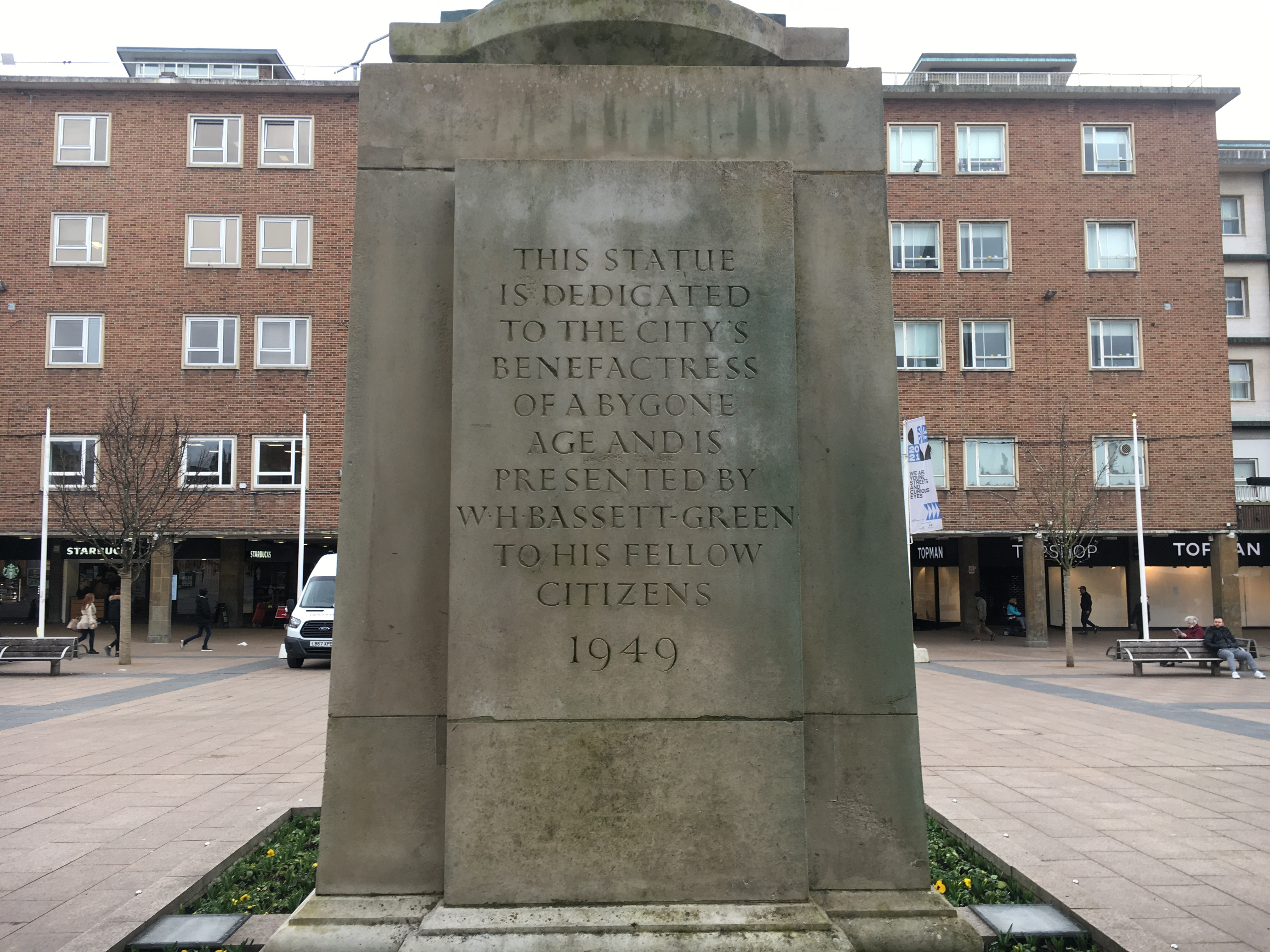
Восточная сторона
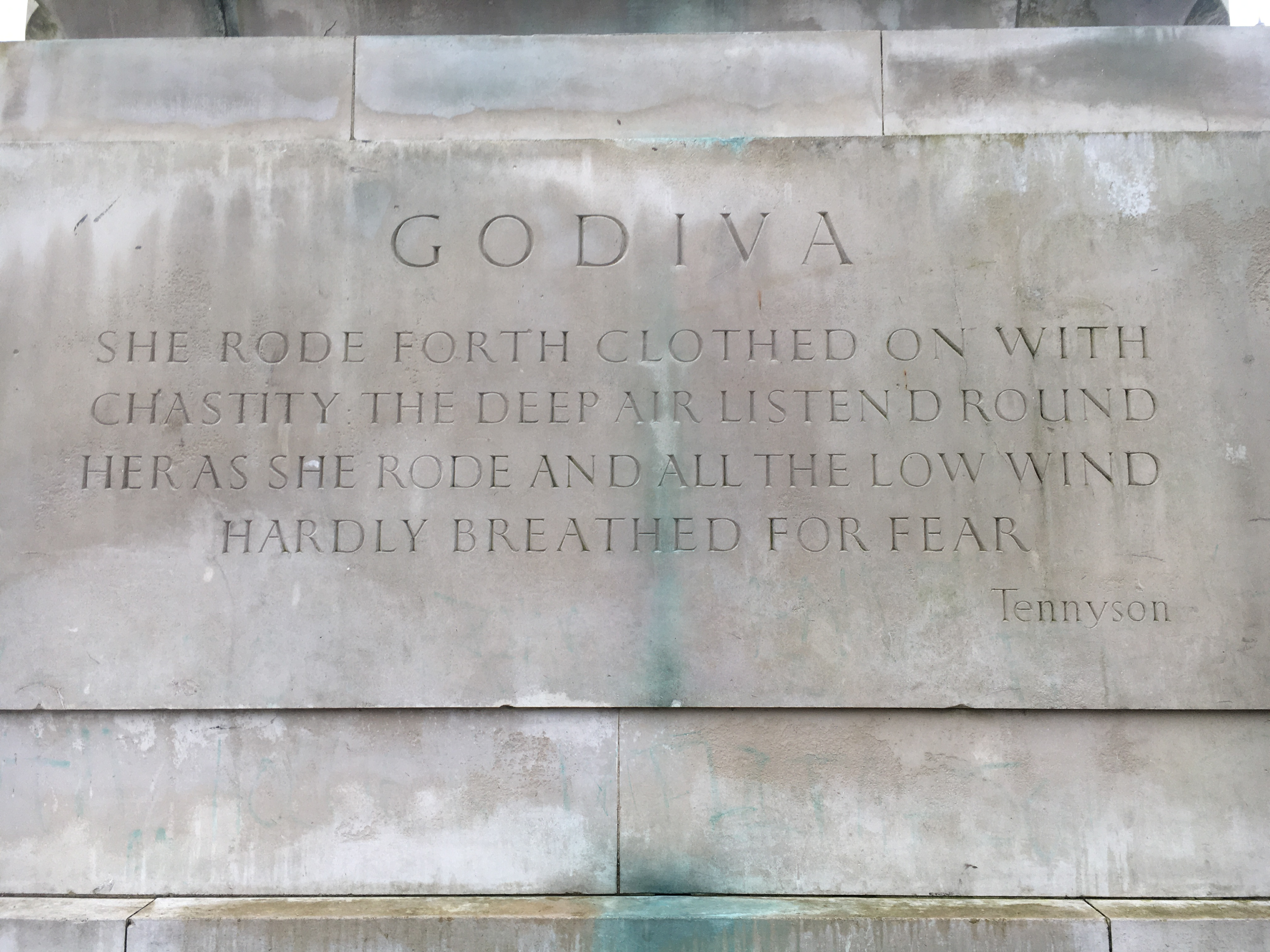
Южная сторона
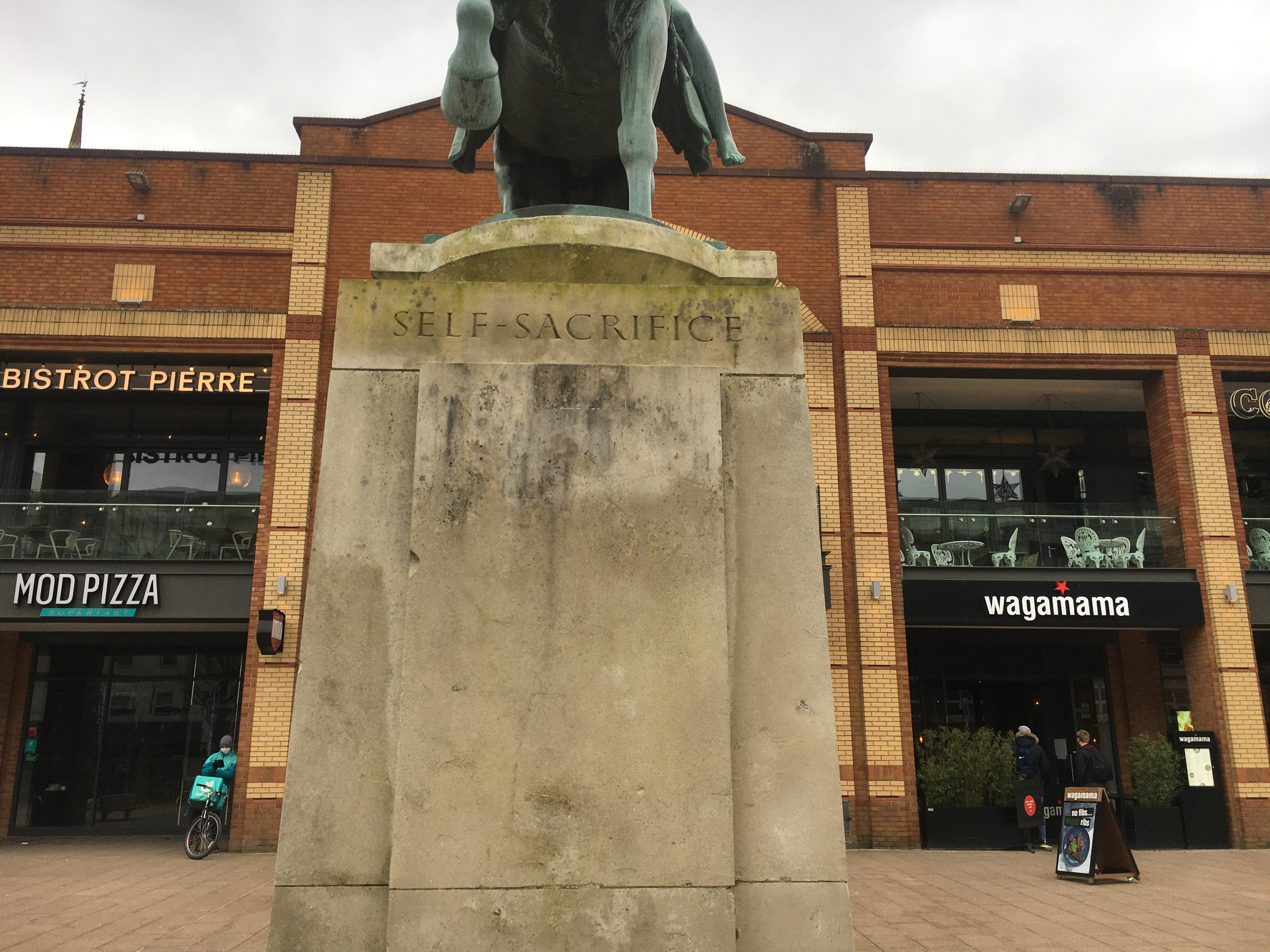
Западная сторона
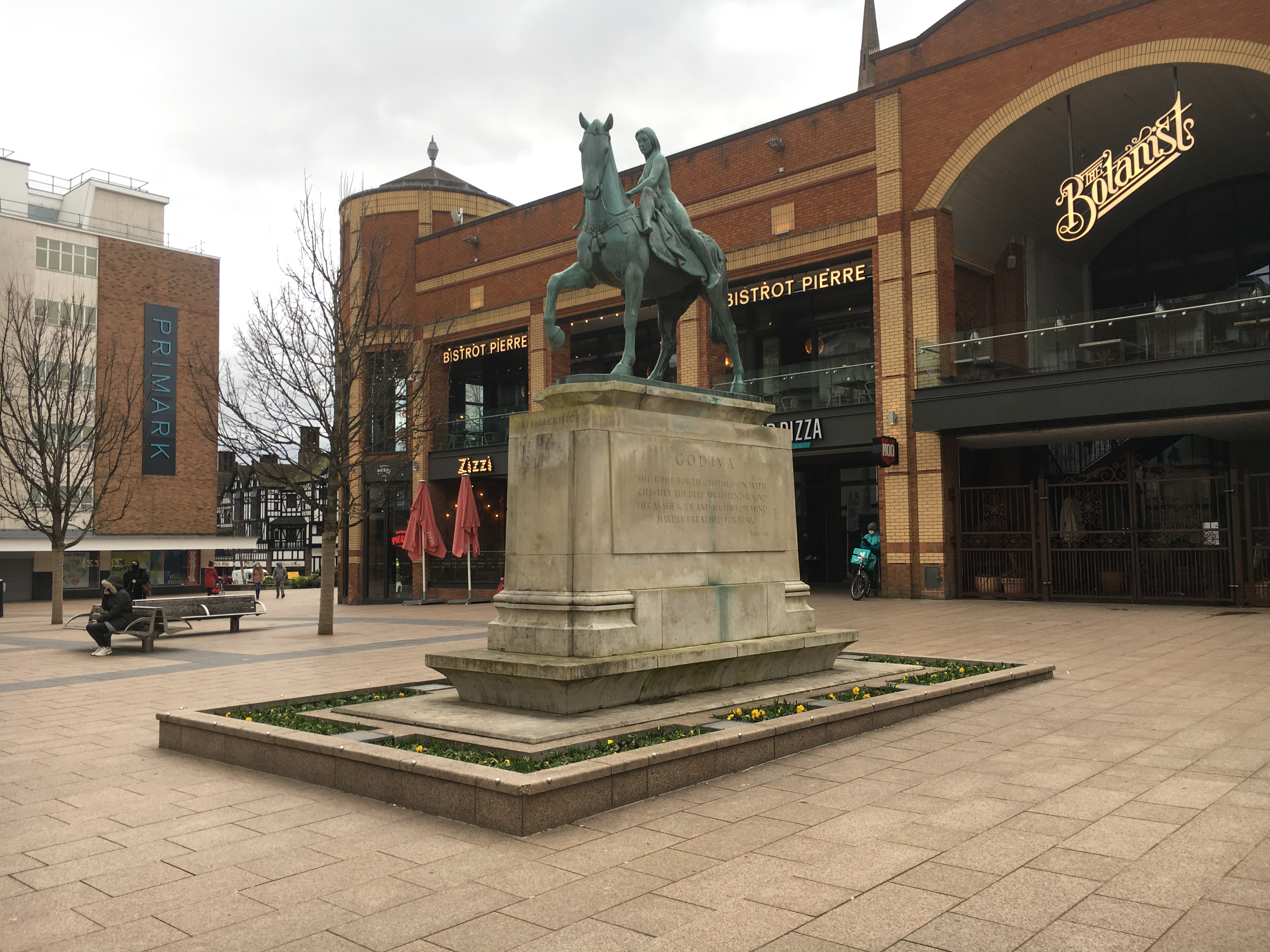
Вся статуя